# Tacaé-do-norte
Tacaé-do-norte (Porphyrio mantelli) é uma espécie extinta de ave da família Rallidae, endêmica da ilha do Norte, na Nova Zelândia. Era incapaz de voar.
Tradicionalmente, a ave era considerada coespecífica com o ameaçado tacaé-do-sul. Trewick (1996) apresentou provas de que os dois táxons surgiram  de forma independente a partir de ancestrais voadores, provando assim tratar-se de espécies distintas.